# Zingiber kawagoii
Zingiber kawagoii är en enhjärtbladig växtart som beskrevs av Bunzo Hayata. Zingiber kawagoii ingår i släktet Zingiber och familjen Zingiberaceae. Inga underarter finns listade i Catalogue of Life.